# Sufragi femení a Suïssa
El sufragi femení a Suïssa fou una votació federal que tingué lloc a Suïssa el 7 de febrer del 1971. El dret a vot de les dones va ser formalment efectiu el 16 de març del 1971. Suïssa era així doncs un dels últims països europeus que admetia els plens drets civils de la seva població femenina, però era el primer país en el qual això ocorria per un referèndum de la part masculina de la població. El Principat de Liechtesntein, unit políticament i estreta amb Suïssa, no atorgà veu i vot a les dones fins a l'1 de juliol del 1984, en un tercer intent. Comparat amb altres països: a Nova Zelanda hi ha dret a vot de dones des de 1893, a Alemanya des de 1918, a Turquia des de 1934, a l'Afganistan, amb interrupcions, des de 1964.
Fins a l'aplicació del dret a vot de dones a tots els cantons passaren tanmateix encara altres 20 anys: El 27 de novembre de 1990, el Tribunal Federal (Tribunal Suprem) li va arribar una queixa de les dones d'Appenzell Inner-Rhoden i va confirmar amb això la inconstitucionalitat (respecte a la Constitució Federal) de la constitució de cantó d'Innerrhoder en aquest punt. Així Appenzell Innerrhoden es convertí així en l'últim cantó en introduir el dret de vot per a les dones a nivell cantonal, contràriament a una decisió majoritària dels homes presa en votació popular (landsgemeinde) el 29 d'abril del 1990.
El motiu principal per al retard llarg fou sens dubte el sistema polític de Suïssa. Per exemple, en allò que concerneix la Constitució, decideix només el poble amb dret a vot, junt amb els cantons.
Per poder introduir el dret a vot sobre els nivells diferents, es necessitava en cada cas la majoria dels homes amb dret a vot. A nivell nacional era a més necessari l'Excedent d'Estat (majoria dels cantons afirmatius). Un altre obstacle es trobava en el fet, que a la Constitució Federal de 1848 es deia que tindrà dret a vot tot suís que hagi arribat al vintè any d'edat i no estigui, d'altra banda, exclòs del dret de ciutadania activa, al cantó de la seva residència o a qualsevol altre. El dret de vot era vinculat, de moltes maneres, al servei militar (a molts cantons valia: Cada suís és un soldat de lleva. Qui no ho complia estava exclòs del dret de vot). Com que el servei militar era (i és) només per als homes, això explicaria també el fet que les dones no tinguessin dret de vot.

## Cronologia

### Segles XVII i XIX: les dones s'organitzen
La Revolució Francesa de 1789 és considerada generalment el començament del Moviment pels drets de les dones, així també a Suïssa. A la primera Constitució Federal de 1848 (vegeu també Història de Suïssa) s'explicava la igualtat de drets: «Totes les persones són iguals davant la llei. No hi ha relacions de subjecció a Suïssa, ni privilegis per lloc, per naixement, per família o per persones.» les dones no es mencionaven amb cap paraula, ni un sol cop, explícitament, en aquest article d'igualtat (restaven encara excloses). Tanmateix, de la legislació que resultava de la constitució, es desprenia que les dones es posaven en una relació de subjecció respecte als homes.
En els anys de 1860 a 1874, les dones suïsses s'organitzaren per primer cop en el moviment feminista suís. Exigien l'equiparació civil i política a la primera revisió planejada de la Constitució Federal. L'any 1874 va ser acceptada la Primera Revisió de la Constitució Federal per votació popular. Encara que hi havia, prèviament, grans discussions per i contra els drets polítics de les dones, no es va introduir cap nou dret per a les dones en la nova Constitució.
El 1886, 139 dones lliuraven la seva primera petició, sota la direcció de Marie Goegg-Pouchoulin, al Parlament. Aquesta acció va despertar tanta atenció que a començaments de l'any següent (1887), les exigències de les dones van trobar per primer cop el seu camí en un diari. Al seu article Pensaments herètics d'any nou d'una dona aparegut al Zürcher Post, Meta von Salis es mostra implacable sobre si i sobre les exigències de les dones. A més a més dels drets polítics i civils que faltaven, criticava l'existent «desigualtat davant el jutge». El mateix any Emilie Kempin-Spyri, la primera jurista suïssa, exigia l'admissió a la professió d'advocat i fracassava davant el Tribunal Federal.
Durant l'any 1894 Meta von Salis recorre el país i fa conferències a les principals ciutats del país sobre el tema «Sufragi femení i elecció de la dona. Els seus informes estaven mal vistos i en alguns llocs se l'escridassava. Tanmateix, no es deixava desanimar. El mateix any tenia lloc a Chicago la primera Exposició internacional de la dona, que hauria d'informar sobre la posició de la dona als diferents països.
Dos anys més tard, el 1896, s'organitzava a Ginebra el Primer Congrés Nacional de Dones. Per primer cop, de debò, es prenien les dones com a agrupació influent i diversos oradors (masculins) la hi cridaven Sigues «aliada dels homes i no la seva enemiga» - i que si us plau es retingués alguna cosa amb les seves exigències. Com a conseqüència d'aquest congrés es va crear la primera Comissió parlamentària amb l'objectiu d'investigar la «Pregunta de les dones».
El 1897 Carl Hilty escriu la seva dissertació per al dret a vot de les dones:
«La llibertat és, essencialment, prendre part en el procés legislatiu; tota la resta és una concessió de drets, que es basa en la bona voluntat d'un tercer i per això és una conquesta molt dubtosa. Considerem el dret a vot de les dones doncs, per part nostra, com el nucli pràctic de la pregunta de les dones.»

### 1900-1959: Avanços i tàctiques obstructives
Al voltant de la fi de segle les dones s'organitzaven a tot el país i formaven diverses associacions de dones, algunes a favor i altres en contra del dret a vot de dones. Les dues més importants foren la Federació d'Associacions de Dones Suïsses (BSF) (agrupació de diverses associacions, fundada el 1900) sota la direcció d'Helene de Muelien i l'Associació Suïssa per al Sufragi de la Dona (SVF) (1909).
Durant la Primera Guerra Mundial s'interrompé el moviment perquè hi havia altres problemes més importants en primer pla. Entre altres coses les associacions de dones feien l'assistència social sencera durant la guerra, ja que Suïssa, en aquest moment, no coneixia encara les Assegurances Socials.
A la Vaga General del 1918 a Suïssa, el dret a vot de les dones era la segona de nou exigències. Al desembre, es van fer dos primers avanços pel dret a vot de dones a nivell federal per part dels diputats Herman Greulich (SP) i a Emil Göttisheim (FDP). En dues mocions es demanava al Consell Federal Aportar «informe i sol·licitud sobre l'atorgament constitucional del mateix dret a vot i la mateixa elegibilitat a les ciutadanes suïsses com als ciutadans suïssos.»
Mig any més tard, al juny de 1919, 158 associacions de dones lliuraven una petició per concedir més pes a les dues mocions. Com a resultat d'això, van ser acceptades les mocions Greulich i Göttisheim pel Consell Nacional i es transferiren per a la realització al consell federal. Allà desaparegueren, però, a causa de problemes més «urgents», durant els anys següents, al calaix d'escriptori de diputat Heinrich Häberlin (FDP). 15 anys més tard, el 1934, Häberlin entregava l'afer endarrerit i gens volgut al seu successor amb la següent indicació: «El material pel dret a vot de les dones és al calaix mitjà a la dreta del teu escriptori».
Entre 1919 i 1921 van tenir lloc a diversos cantons les votacions per a la introducció del dret a vot de les dones a nivell cantonal. Se'l va rebutjar a tot arreu amb grans majories. El Segon Congrés Nacional de Dones, de 1921, celebrat a Berna, va transcórrer sense incidents. Per una vegada, en primer pla no hi havia el dret a vot de les dones, sinó l'activitat professional i la inserció laboral.
El 1923 un grup de dones de Berna va lliurar una queixa legal d'Estat. Volien «Exercir el dret a vot en assumptes de municipi, del cantó i federals»; fou rebutjat, però, pel Tribunal Federal, fonamentant-se en el «Dret consuetudinari».
Cinc anys més tard, el 1928, Léonard Jenni es va adreçar al Consell Federal amb una petició, on s'indicava que el concepte «ciutadans amb dret a vot» es referís a persones d'ambdós sexes. La sol·licitud va ser rebutjada amb l'argumentació següent:
«Si s'afirma ara, que el concepte també hauria d'incloure, en si mateix, les dones suïsses, se sobrepassarien els límits de la interpretació permesa i es cometria així un acte que contradiria el sentit de la constitució. […] La restricció del dret a vot als ciutadans suïssos masculins és un principi fonamental del dret públic federal.»
A l'estiu del mateix any tenia lloc l'Exposició suïssa pel treball de les dones (SAFFA). Al trasllat viatjava un cotxe memorable: damunt seu, hi havia un caragol amb el nom de «Dret a vot de les dones». Les organitzadores van ser criticades fortament pel tema del caragol i alguns crítics consideraven això fins i tot com a signe de la immaduresa política de les dones.
L'SVF llançava una nova petició el 1929 pel dret a vot de les dones i aconseguia aquesta vegada un nombre rècord de firmes, fins i tot ultrapassava el nombre exigit de firmes per a una Iniciativa legislativa popular: 170397 firmes de dones i 78840 firmes d'homes. L'Aliança de dones catòliques de Suïssa es va distanciar explícitament de les exigències de les altres associacions de dones. També altres organitzacions contràries van reaccionar, i el 1931 la Lliga suïssa contra el dret de les dones a la política va presentar una petició al Consell Federal: «Posició contra la politització de les dones suïsses». Una vegada i una altra les dones i els homes de la Lliga, sobretot Emma Rufer, escrivien al consell federal i als parlamentaris i demanaven insistentment desistir del tema:
La teoria de l'equiparació política dels dos sexes és una idea importada de l'estranger. Al capdavant del moviment de dret a vot de dones a Suïssa hi ha doncs, també, dones originalment estrangeres […] Nosaltres considerem que, en aquestes coses importants, només les ciutadanes suïsses poden tenir, en realitat, la idea correcta; és a dir, persones que estan completament familiaritzades amb el caràcter de la nostra democràcia i el nostre poble.
Durant els anys 30 i principis dels 40 els esforços pel dret a vot de les dones van ser eclipsats, un cop més, pels esdeveniments internacionals (Gran depressió, Segona Guerra Mundial). Repetidament, durant aquests anys, les dones van ser requerides a «protegir la democràcia», a la qual contestaven les associacions de dones que defensaven el dret a vot que, per a això, haurien de disposar primer de drets democràtics. Cap a final de la Segona Guerra Mundial, la pregunta tornava a ser damunt la taula, ja que particularment les dones burgeses (anomenades «liberals») reclamaven els seus drets democràtics, i es mostraven contràries a la seva utilització en el servei militar. Encara durant la guerra es va fundar el Comitè d'acció contra el dret de vot de les dones: 
Veiem un perill, per a les nostres famílies i per a la unitat de les dones entre si, en el fet de la participació de la dona en els partits i la política. Aquest fet podria repercutir, especialment, de manera desfavorable, en el temps molt crític de la transició de la guerra cap a la pau.
El 1944, el conseller nacional Emil Oprecht exigia la introducció del dret a vot de dones en un postulat perquè les peticions polítiques de les dones eren més importants que les de l'ordre del dia polític: Assegurança de vellesa i supervivència i Assegurança de maternitat i protecció de la família. Al postulat li donava suport la BSF, amb una entrada del 6 de febrer de 1945 en nom de 38 associacions de dones. L'Associació no-lucrativa de dones suïsses no es pronunciava sobre la pregunta, l'Aliança catòlica de dones suïsses però, sortia per primer cop de la línia conservadora de l'Església Catòlica i donava als seus membres llibertat de vot. El 1945 es fundava el Comitè d'acció suís pel dret de vot de les dones com a instrument de formació d'opinió. El tercer Congrés Nacional de Dones de 1946 no va portar nous progressos pel que fa al dret a vot de les dones.
El 1948 es realitzaren a tot el país celebracions pels cent anys de la Constitució Federal i també se celebrava el lema «Suïssa, un poble de germans». Les associacions de dones explicaven el lema així: «Poble de germans sense germanes» i van lliurar al Consell Federal, simbòlicament, un mapa d'Europa amb una taca negra al mig.
En aquell moment, tots els països europeus havien introduït el sufragi femení, excepte Suïssa i Liechtenstein. Com abans el caragol de SAFFA, aquest simbòlic mapa va ser interpretat pels crítics com a signe de la immaduresa política de les dones.
L'any 1950 el Consell Federal presentava un informe a l'Assemblea Federal sobre el procediment a seguir per a la introducció del dret a vot de les dones. El 1951 es tornava a aquell Cercle suís de dones contra el dret a vot de les dones, sota la direcció de Dora Wipf, amb un escrit al Consell Federal:
«Creiem, doncs, de bona consciència, que nosaltres podem afirmar defensar la majoria de les suïsses, si les convidem a considerar la pregunta de si, en el temps actual, amb la dona fortament aclaparada amb obligacions de tot el tipus, es pot exigir l'acceptació d'altres cercles obligatoris més grans encara. […] No creiem que el nostre país necessiti dones que facin política, sinó mares, mare física i espiritual, ajuda, que se superin l'odi i la desconfiança. Defensem bàsicament el punt de vista, que la introducció (del dret de vot a les dones) s'ha de rebutjar del tot.»
Un any més tard, el 1952, Antoinette Quinche, presidenta del «Comitè d'acció suís pel dret a vot de dones», i 1414 col·laboradores dels seus municipis, van exigir l'entrada al registre d'electors. Amb l'argument que les constitucions dels cantons corresponents no excloïen explícitament les dones del dret a vot, van arribar davant el Tribunal Federal. Com ja va passar el 1923, les seves peticions es van rebutjar, prenent com a base el «Dret consuetudinari».

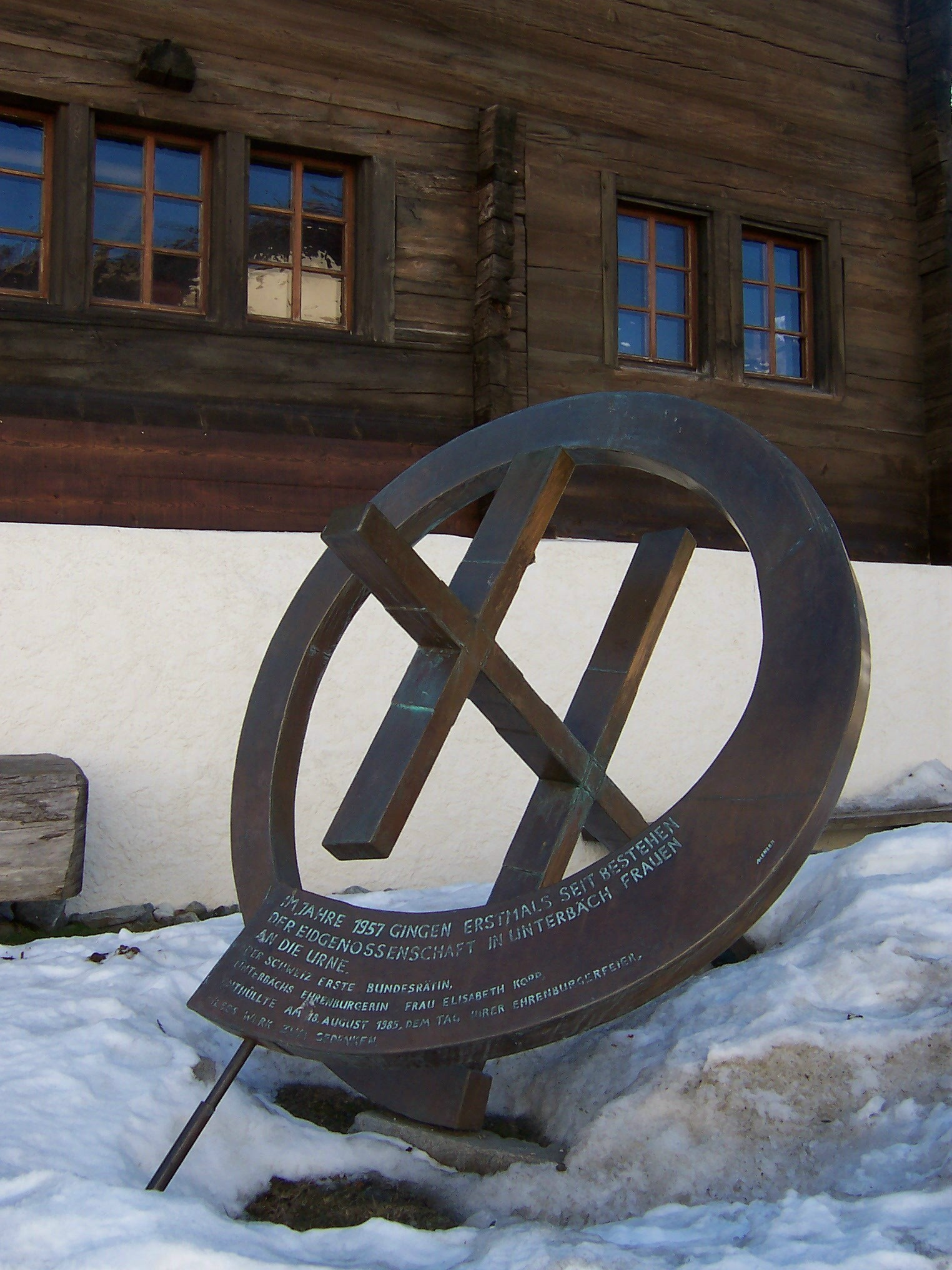
Monument a la dona a Unterbäch

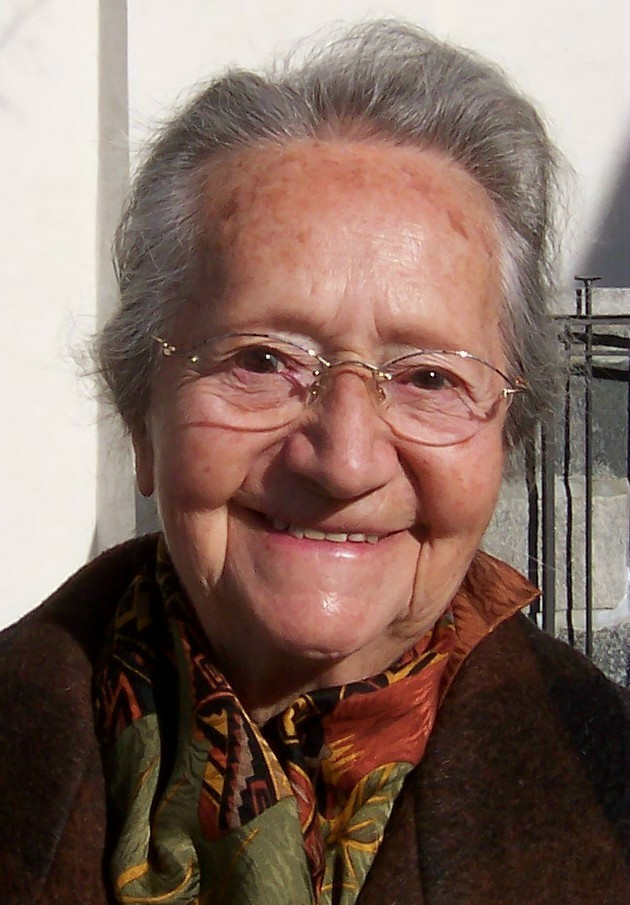
Katharina Zenhäusern

El 1957 va tenir lloc un referèndum sobre si el Servei de Protecció Civil s'hauria de fer obligatori per a totes les dones suïsses. Durant la votació va succeir un escàndol: Les dones de la comunitat de Valais van anar a Unterbäch - per donar suport al Consell Municipal - a votar. El Consell Municipal va explicar que, segons la Constitució, els municipis són legalment responsables d'establir el cens electoral. El President de municipi i diputat del Parlament cantonal, Paul Zenhäusern, i el conseller nacional per Valais, Peter Von Roten, van ser els iniciadors de la votació de les dones. En aquesta consulta van participar 33 de les 84 dones potencialment autoritzades a votar; Katharina Zenhäusern, esposa del president del municipi d'Unterbäch, va ser la primera suïssa que mai va posar una papereta de vot a una urna de votació helvètica. Els vots de les dones es comptabilitzaven en una urna separada (els dels homes eren vàlids) i s'havien d'anul·lar, ja que la participació de dones llavors encara no tenia cap base legal. Amb tot i això, ha quedat escrita com a primera votació federal de les dones en la història de Suïssa, perquè va donar un impuls important per la introducció oficial més tardana del dret a vot de les dones. Des de llavors Unterbäch es considera com el Grütli de la dona suïssa.
De la mateixa manera, el 1957 Unterbäch va introduir el sufragi actiu i passiu municipal per a les dones. Va ser el primer municipi de Suïssa on es va fer, malgrat la prohibició del govern de Valais.
Després que el cantó de Basilea-Ciutat va haver autoritzat les tres comunitats municipals perquè introduïssin el sufragi femení, la comunitat municipal de Riehen fou la primera que va introduir el sufragi femení a Suïssa, el 26 de juny de 1958. El mateix any s'elegia Gertrud Späth-Schweizer al Consell de ciutadans (ajuntament). Es va convertir així en la primera suïssa a ser elegida per a un càrrec polític.
El 1958 el Parlament Federal votava per primer cop per contra una votació popular sobre la introducció del dret a vot de les dones en assumptes federals. La sol·licitud del Consell Federal va ser acceptada al Consell Nacional per 96 vots contra 43 i al Consell dels Estats per 25 vots contra 12.
L'any 1958 tenia lloc, d'una banda, la Segona Exposició Suïssa sobre el Treball de la Dones (SAFFA), d'altra banda, es publicava el controvertit llibre controvertit Dones a la tanca per a bebès d'Iris von Roten (a qui van donar, per aquest motiu, des de diferents bandes, la culpa del fracàs de la votació de 1959). Després que les seccions de les Associacions de Dones Catòliques (SKF= Schweizerischer Katholische Frauenbund) de les zones germanòfones i francòfones es pronunciessin a favor del dret a vot de dones, l'SKF va editar el lema SI per la votació planejada i va propagar el dret a vot de les dones en les organitzacions catòliques.
Poc abans de la votació va aparèixer una nova organització contrària al parquet polític: el Comitè d'acció suís contra el projecte constitucional per a la introducció del dret de vot de les dones a nivell federal no havia triat cap objectiu més baix que salvar Suïssa de l'enfonsament: 
«La proposta desestima, amb la mera còpia de condicions electorals estrangeres, les particularitats de la nostra democràcia directa, en la qual el ciutadà que vota no només tria, sinó que sovint ha de decidir sobre qüestions bastant difícils.»
L'1 de febrer de 1959 la primera votació popular sobre la institució del sufragi femení en matèria federal fracassava molt clarament, amb un percentatge de participació del 67% (Un 33% a favor del SI, un 66% a favor del NO) i amb la majoria dels cantons també en contra. Les accions de protesta i les vagues de dones a tota Suïssa en van ser la conseqüència. Únicament als cantons de Vaud, Neuchâtel i Ginebra una majoria es va pronunciar a favor del dret a vot de les dones.
Les dones podien registrar, emperò, els primers èxits a nivell cantonal: l'1 de febrer de 1959, el cantó de Vaud acceptava, per primer cop, el sufragi femení. El seguiren els cantons de Neuchâtel (27 de setembre de 1959) i Ginebra (6 de març de 1960) així com els primers cantons de la Suïssa alemanya: Basilea-Ciutat (26 de juny de 1966 i Basilea-Camp (23 de juny de 1968). Igualment encara abans de la introducció del dret a vot de dones a nivell federal, ja es va donar el sufragi femení, a nivell cantonal, als cantons de Ticino (19 d'octubre de 1969), Valais (12 d'abril de 1970) i Zuric (15 de novembre de 1970).

### 1959–1971: Esprint
Després del refús es fundava l'Aliança de suïsses contra el sufragi femení. L'associació argumentava que les dones serien perjudicades, a causa de la seva diversitat biològica, per la seva equiparació política i legal. En el curs de l'any 1965 hi va haver diverses mocions parlamentàries per a la introducció del sufragi femení a nivell federal. S'havien de complir les condicions prèvies legals per a l'ingrés de Suïssa a la Convenció Europea de Drets Humans. Malgrat això, el Consell Federal es comportava de manera vacil·lant.
En els anys consegüents es presentaren una vegada i una altra mocions al Consell Federal. Llavors el Moviment del 68 va arribar també a Suïssa i al feminisme suís. Les feministes joves anaven a la confrontació i organitzaven accions de protesta i manifestacions a tot el país. Com que per a elles l'Associació suïssa pel sufragi femení era poc radical, (consideraven aquesta com «acomodatícia»), fundaren el Moviment d'alliberament de les dones (FBB), una unió radical feminista de dones joves.
L'1 de març de 1969 tenia lloc la Marxa sobre Berna: 5000 dones i homes es manifestaven davant el Palau Federal a Berna. La resolució d'Emilie Lieberherr era aprovada pels reunits amb grans aplaudiments.
«Les suïsses reunides aquí reivindiquem el ple dret de vot i d'elecció a nivell federal i cantonal i als municipis. La convenció del Consell d'Europa a la protecció dels drets humans i llibertats bàsiques es pot firmar només, quan pel que fa al dret de vot d'elecció, ja no sigui necessària cap més reserva.
 L'equiparació legal dels sexes és una condició prèvia important per a la realització dels drets humans. Totes les reserves proposades posen en qüestió la credibilitat del nostre país com a Estat de dret i democràcia.
Nosaltres demanem per això a tots els polítics benintencionats i als ciutadans amb dret a vot, sufragi actiu i passiu de les dones a nivell federal, cantonal, i a tots els municipis, tan ràpid com es pugui realitzar.»
El nombre de 5000 que es manifestaren no sona tan espectacular, però va espantar bastant els polítics d'aquell temps. Mentrestant, s'oposaven, en efecte, no només les associacions sufragistes radicals i l'FBB, sinó també les organitzacions de dones conservadores (Associació no-lucrativa de dones, Associació suïssa de dones del país, Aliança de dones catòliques de Suïssa, Aliança de dones evangèliques de Suïssa).
L'FBB cridava l'atenció sobre si mateixa a través d'okupacions i accions de protesta combatives. L'agrupació era fortament criticada per l'Associació pel sufragi de les dones, ja que es temia que les accions poguessin perjudicar «la cosa». La major part de la gent, particularment persones joves, aplaudien, en canvi, les accions més contundents de l'FBB.
Ara seguia un laboriós procés polític, d'un costat a l'altre, entre Consell Federal, Consell Nacional i Consell dels Estats fins que per fi va ser elaborada una proposta de votació, reconeguda generalment, per a la introducció del sufragi femení. Mentrestant seguien les accions de protesta de l'FBB.
La campanya de la votació mateixa va transcórrer relativament tranquil·la i amb optimisme: tots els partits de govern i les dues associacions professionals més influents (Aliança de sindicats, Associació de pagesos) havien propugnat el SI. Per una vegada, Suïssa estava d'acord. Després de 123 anys de lluita des de la Constitució de 1848 finalment els homes suïssos concedien sufragi actiu i passiu i dret a vot en decisions polítiques a les dones.
El 7 de febrer de 1971 s'acceptava la proposta per part dels votants masculins, amb 621.109 contra 323.882 vots (65,7% SI) i amb majoria també pel que fa al nombre de cantons.
«Per fi, per fi, per fi …; Quin pes m'he tret del damunt !. La tasca que s'estava duent a terme des de feia cent anys, i que restava irresolta d'una generació a una altra, ha trobat la seva realització en l'última « votació masculina » del 7 de febrer de 1971.
 D'ara en endavant, ja només serà votació del poble, en el veritable sentit de la paraula.» (Gertrud Heinzelmann).
En les eleccions federals del 31 d'octubre de 1971 va ser autoritzat, doncs, per primer cop, el sufragi femení actiu i passiu. Onze dones van ser elegides al Consell Nacional què amb 200 membres comptava amb un percentatge del 5,5% de dones. Com a única dona elegia per al Consell dels Estats la Lise Girardin (liberal) del Cantó de Ginebra, qui al seu torn va ser també la primera alcaldessa (Ginebra) de Suïssa.

## Articles de la Constitució federal (BV=Bundesverfassung) referents al sufragi actiu i passiu

### Constitució federal de 1848
Art. 63. BV:

Està autoritzat a votar tot suís que hagi complert vint anys i no estigui, d'altra banda, exclòs del dret civil actiu, segons la legislació del cantó en el qual té la seva residència..

### Constitució federal 1874
Art. 74. BV:

Està autoritzat a votar tot suís que hagi complert vint anys i no estigui, d'altra banda, exclòs del dret civil actiu, segons la legislació del cantó en el qual té la seva residència.
L'article va quedar establert a la Constitució, en la següent forma modificada, el 7 de febrer de 1971:
Art. 74 BV:

A les votacions federals i eleccions els suïssos i les suïsses tenen els mateixos drets polítics i obligacions. 

Tindran dret de sufragi actiu i passiu a aquestes votacions i eleccions tots els suïssos i suïsses que tinguin vint anys complerts i no estiguin exclosos del dret civil actiu segons el dret del Govern Federal.
L'edat es va reduir als 18 anys el 1991.

### Constitució federal del 18 d'abril de 1999
Art. 136 Abs. 1 BV:

«Els drets polítics en els afers federals corresponen a totes les suïsses i als suïssos que tinguin 18 anys complerts i que no estiguin incapacitats per cap mena de trastorn o malaltia de tipus mental. Tots tenen els mateixos drets polítics i obligacions.».

## Selecció de persones participants
| Partidaris | Detractors                                                                       |
| - Marie Goegg-Pouchoulin - Marthe Gosteli - Emilie Gourd - Gertrud Heinzelmann - Carl Hilty - Léonard Jenni - Elisabeth Kopp - Emilie Lieberherr - Antoinette Quinche - Julie von May von Rüed - Helene von Mülinen - Iris von Roten - Peter von Roten - Gertrud Spiess - Meta von Salis-Marschlins - Paul Zenhäusern | - Jakob Bircher - Heinrich Häberlin - Emma Rufer - Dora Wipf - Gertrud Haldimann |

## Partits
|      | Pro | Contra                                                          |
| 1959 | - Aliança dels independents (LdU) - Partit Socialdemòcrata de Suïssa (SP) - Partit del Treball Suís (PdA) | - Partit de Camperols, Artesans i Ciutadans (BGB; més tard SVP) |
|      | (Els altres partits donaven llibertat de vot als seus representants i no tenien cap lema de votació.) |                                                                 |
| 1971 | - Partit Radical Democràtic de Suïssa (FDP) - Partit Socialdemòcrata de Suïssa (SP) - Partit Popular Democristià de Suïssa (CVP; ex-catòlics-conservadors) - Partit de Camperols, Artesans i Ciutadans (BGB; actualment SVP) - Aliança dels independents (LdU) - Partit Cristià Protestant No tenien cap partit, però eren igualment influents: - Federació Suïssa de Sindicats (SGB) - Associació suïssa de pagesos | - cap                                                           |

## Dret a vot de les dones a nivell cantonal
Quan es va introduir el dret a vot de les dones a nivell federal, alguns cantons ja l'havien aplicat a nivell cantonal. La major part, però, van introduir aquest dret durant els anys 1971 i 1972.
- L'1 de febrer de 1959: Vaud
- El 27 de setembre de 1959: Cantó de Neuchâtel
- El 6 de març de 1960: Cantó de Ginebra
- El 26 de juny de 1966 Basilea-Ciutat
- El 23 de juny de 1968 Basilea-Camp
- El 19 d'octubre de 1969 Cantó de Ticino
- El 12 abril de 1970: Valais
- El 25 d'octubre de 1970: Lucerna[11]
- El 15 de novembre 1970: Cantó de Zuric
- El 7 de febrer de 1971 Argòvia, Friburg, Shcaffhausen, Zug
- El 2 de maig de 1971: Glarus[12]
- El 6 de juny de 1971: Solothurn
- El 12 de desembre de 1971: Berna, Turgòvia
- El 23 de gener de 1972: St. Gallen
- El 30 de gener de 1972: Uri
- El 5 de març de 1972: Schwyz, Grisons
- El 30 d'abril de 1972: Nidwalden
- El 24 de setembre de 1972: Obwalden
- El 20 de març de 1977: Jura (directament amb la fundació de cantó, abans des del 12 de desembre de 1971 com a part del cantó de Berna)
- El 30 d'abril de 1989: Appenzell Ausser-Rhoden (en votació popular)
- El 27 de novembre de 1990: Appenzell Inner-Rhoden (Per decisió del Tribunal Federal, contra la voluntat dels ciutadans masculins amb dret a vot. La regulació cantonal infringia la constitució federal. Fou l'últim cantó que introduïa el dret a vot de dones.)[13]